# Vladimirita
La vladimirita és un mineral de la classe dels fosfats. Rep el nom pel jaciment de Vladimirskoe, a Rússia, una de les seves dues localitats tipus.

## Característiques
La vladimirita és un arsenat de fórmula química Ca₄(AsO₄)₂(AsO₃OH)·4H₂O. Cristal·litza en el sistema monoclínic. La seva duresa a l'escala de Mohs és 3,5.
Segons la classificació de Nickel-Strunz, la vladimirita pertany a «02.CJ: Fosfats sense anions addicionals, amb H₂O, només amb cations de mida gran» juntament amb els següents minerals: estercorita, mundrabil·laïta, swaknoïta, nabafita, nastrofita, haidingerita, ferrarisita, machatschkiïta, faunouxita, rauenthalita, brockita, grayita, rabdofana-(Ce), rabdofana-(La), rabdofana-(Nd), tristramita, smirnovskita, ardealita, brushita, churchita-(Y), farmacolita, churchita-(Nd), mcnearita, dorfmanita, sincosita, bariosincosita, catalanoïta, guerinita i ningyoïta.

## Formació i jaciments
Va ser descrita a partir d'exemplars recollits a dos indrets russos: el dipòsit de cobalt que dona nom a l'espècie, el de Vladimirovskoye, al krai de l'Altai, i el dipòsit de níquel i cobalt de Khovu-Aksy, a Tuvà. També ha estat descrita als Estats Units, Xile, el Marroc, Grècia i Alemanya.